# Storblommig fingerört
Storblommig fingerört (Potentilla megalantha) är en rosväxtart som beskrevs av Hisayoshi Takeda. Enligt Catalogue of Life ingår Storblommig fingerört i släktet fingerörter och familjen rosväxter, men enligt Dyntaxa är tillhörigheten istället släktet fingerörter och familjen rosväxter. Arten förekommer tillfälligt i Sverige, men reproducerar sig inte. Inga underarter finns listade i Catalogue of Life.

## Bildgalleri

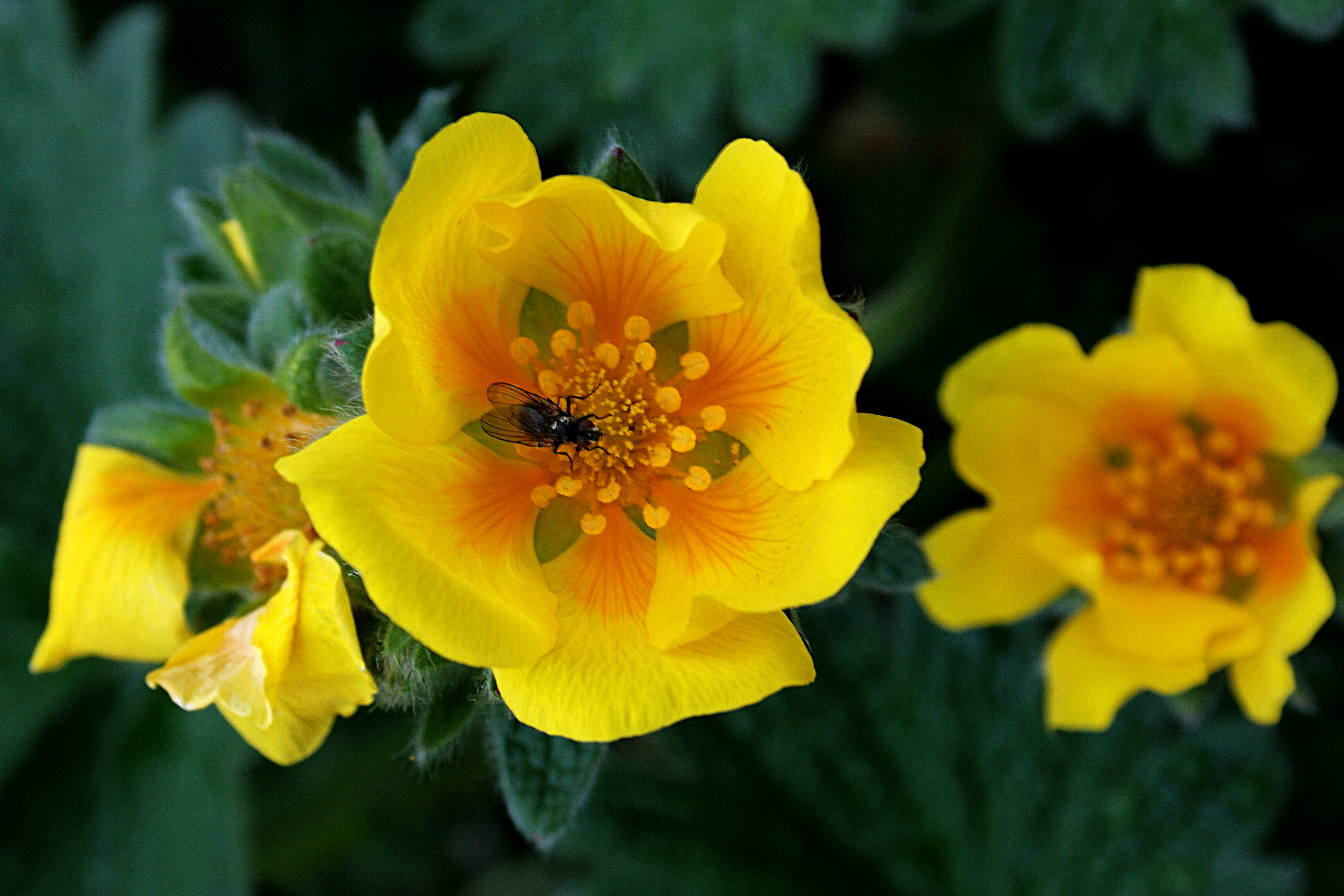
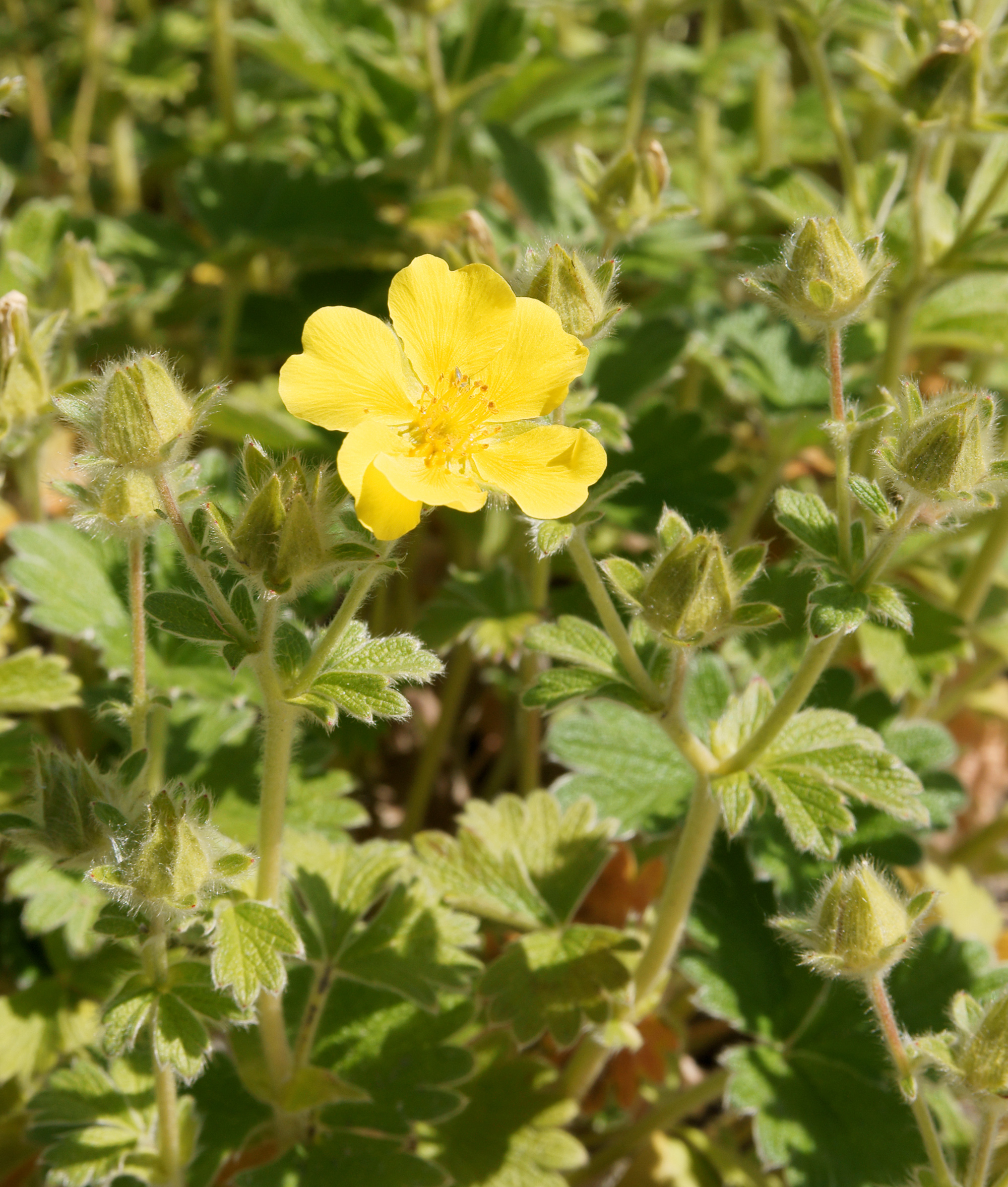
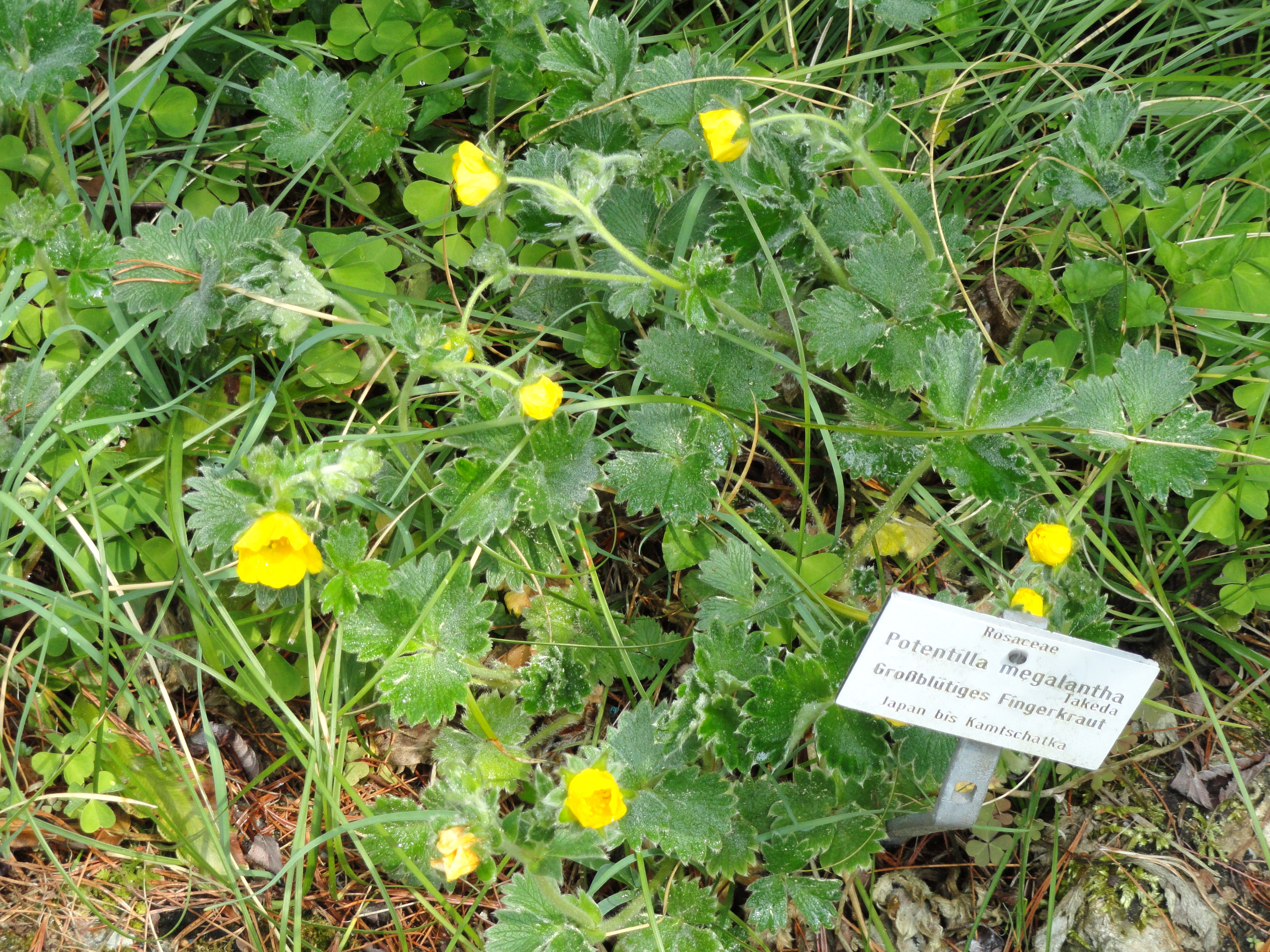
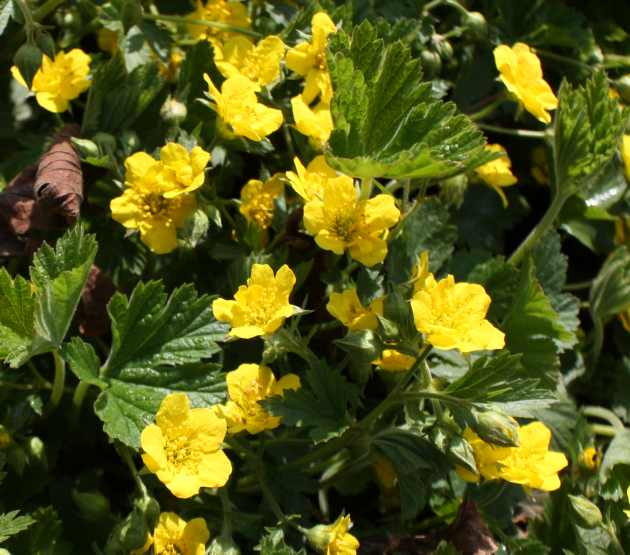
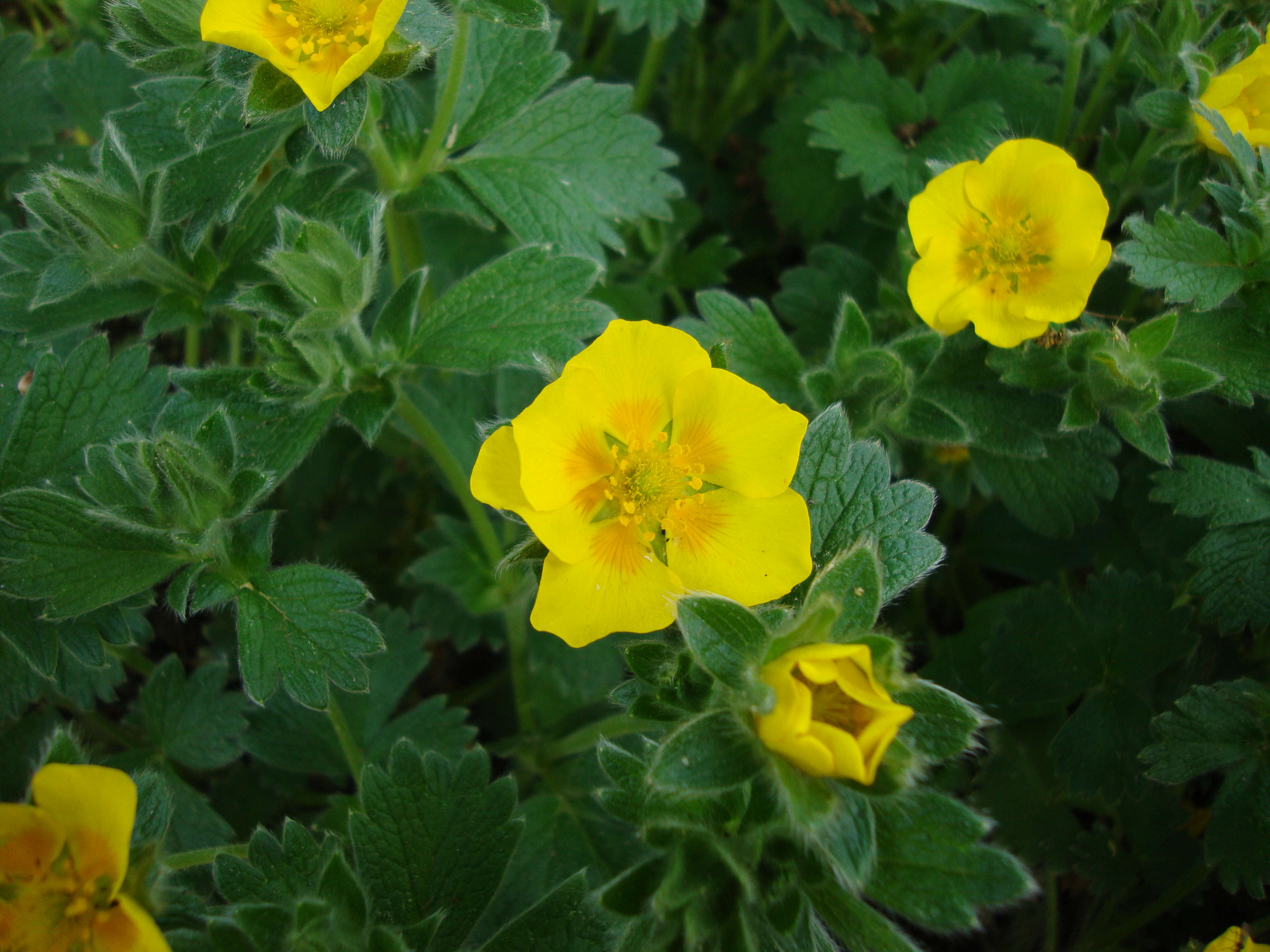
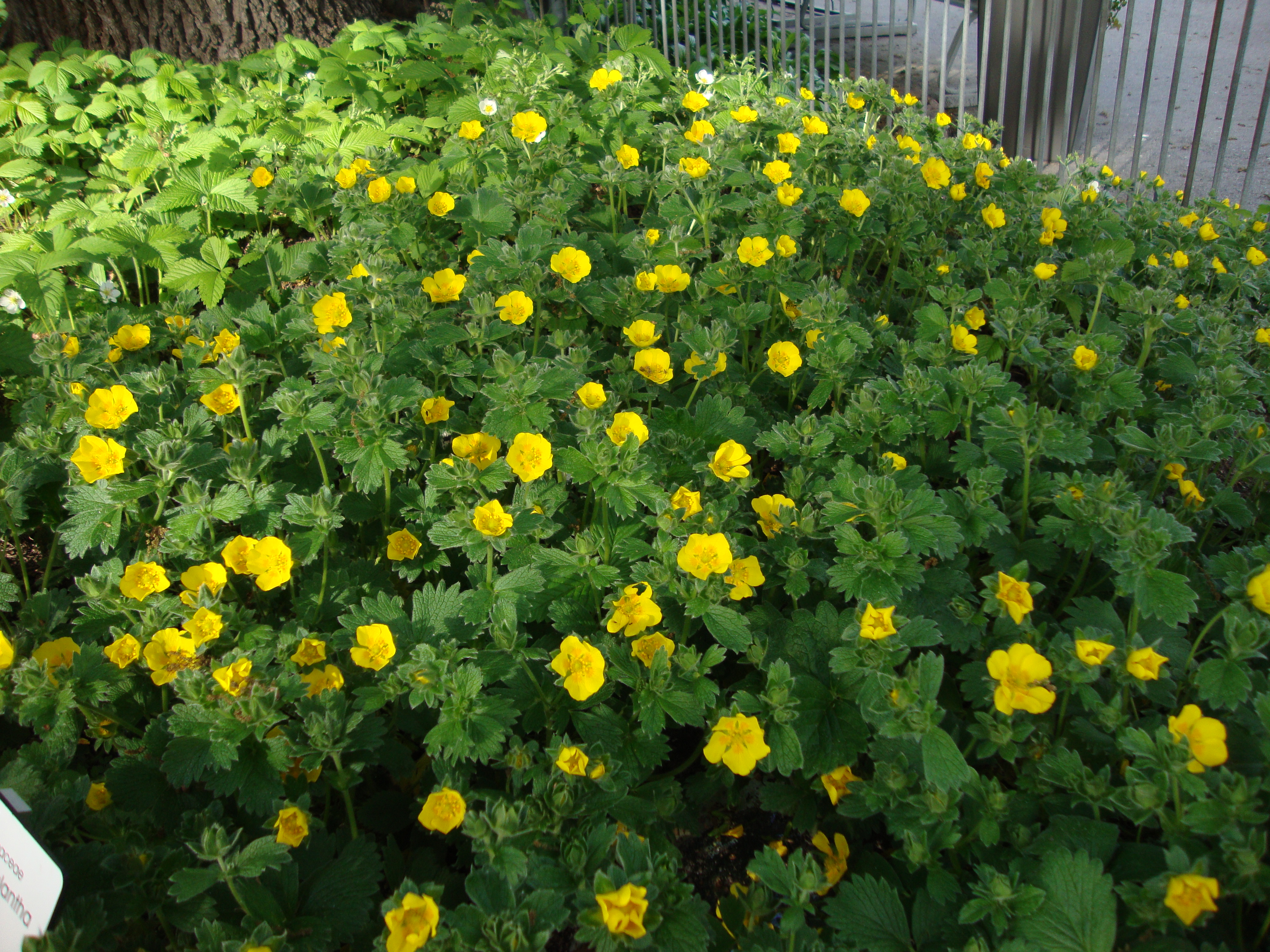